# Цензуру к памяти не допускаю (фильм)
«Цензуру к памяти не допускаю» — художественный фильм 1991 года. Основан на фактах биографии народного артиста Александра Пороховщикова, выступившего в качестве автора сценария, режиссёра и исполнителя главной роли.

## Аннотация
Главный герой идёт по жизни с грузом нелёгких воспоминаний о судьбе своего репрессированного деда...

## В ролях

### Актёры
- Александр Пороховщиков
- Галина Пороховщикова
- Елена Мельникова
- Тамара Лебедева
- Юрий Родионов
- Елена, Полосина
- Юрий Румянцев

## Съёмочная группа
- Режиссёр — Александр Пороховщиков
- Сценарист — Александр Пороховщиков
- Оператор — Александр Устинов
- Художник — Юрий Пугач
- Композитор — Евгений Геворгян

## Призы и награды
- 1993 — главный приз «Золотой парус» на кинофестивале советского кино в Сан-Рафаэле (Франция)[1]
- 1999 — награда международного кинофестиваля «Бригантина» в номинации «Лучший фильм» [2]
- 2008 — специальный приз имени Александра Твардовского за режиссёрскую работу на Всесоюзном кинофестивале актёров-режиссёров «Золотой феникс» [2].

## Отзывы
Доктор пед. наук Н. Ф. Хилько написал в своей монографии, что «экранная реконструкция автобиографического сюжета с использованием приёмов ретроспекции и иконографии раскрывает перед зрителями сложную духовную эволюцию главного героя в его нравственных исканиях и борьбе за справедливость» . В другой публикации он указал, что «в авторском биографическом фильме Александра Пороховщикова «Цензуру к памяти не допускаю» показан процесс и результат борьбы за сохранение человеческого достоинства в исторической ретроспективе судьбы русского человека» . Он также отметил яркость кинометафор фильма.